# Abyssaster diadematus
Abyssaster diadematus is een kamster uit de familie Porcellanasteridae.
De wetenschappelijke naam van de soort werd voor het eerst geldig gepubliceerd in 1883 door Percy Sladen.